# 马斯卡拉克
马斯卡拉克，是西班牙卡斯蒂利亚-拉曼恰托莱多省的一个市镇。总面积66平方公里，总人口491人（2001年），人口密度7人/平方公里。